# Almudáfar
Almudáfar es una localidad española perteneciente al municipio oscense de Osso de Cinca, en la comunidad autónoma de Aragón.

## Historia
La localidad, por entonces un municipio independiente, contaba hacia mediados del siglo XIX con 56 habitantes. Aparece descrita en el segundo volumen del Diccionario geográfico-estadístico-histórico de España y sus posesiones de Ultramar de Pascual Madoz de la siguiente manera:

ALMUDAFAR: l. con ayunt. de la prov. de Huesca (11 1/2 leg.), part. jud. de Fraga (3), adm. de rent. de Barbastro (6 1/2), aud. terr. y. c. g. de Zaragoza (18 1/2), dióc. de Lérida (7): sit. á la márg. izq. del r. Cinca, en una llanura en el vértice de una sierrecita que corre de S. á N. muy combatida de los vientos del N.; su clima es sano, aunque se adolece con frecuencia de tercianas. Forman la pobl. 9 casas de 8 á 16 varas de alto, todas en una calle ancha y hermosa, pero sin empedrar, y un edificio del que solo se conservan el lienzo de una pared y un cuarto que sirve de cárcel , que fue el palacio de los ant. señores del pueblo. Hay una igl. parr. bajo la advocacion de Ntra. Sra. del Pilar, servida por un cura y un sacristán que este nombra: el curato es de entrada y su provisión corresponde á S. M. ó al diocesano, mediante oposicion en concurso general. El cementerio ocupa un sitio ventilado fuera de la pobl. El térm. confina por el N. con el monte llamado Oso (1/4 leg.), por el E. con el de Zaidin (1), por el S. con el de Ballobar y el espresado r. Cinca (1/2), y por el O. con el mismo r. y el de Chalamera (1). El terreno se divide en monte y huerta, el primero es flojo, pedregoso y árido, pero útil para los cereales: el segundo, aunque no superior, es de buena calidad y muy propio para legumbres, hortalizas, raices y cáñamos: hay un hermoso si bien pequeño soto, pero tan feraz en yerbas y árboles que aunque bastos, produciria maderas suficientes para las necesidacles del pueblo; y sobre todo leña abundantisima si se cuidase cual correspondia. El r. Cinca en dirección de O. á E. pasa besando las tierras de la jurisd., y por medio de una acequia, que tiene su origen en el térm. de Belver y pasando por el de Almudajar concluye en el de Zaidin, les proporciona el agua para beber, demás usos del vecindario, y abrevadero de sus bestias, y el riego suficiente para las tierras. Tiene dicho r. su cauce regularmente profundo , y aunque presenta vados bastante seguros, hay una barca para cruzarle con mas comodidad: sus desbordaciones en el verano, que no dejan de ser frecuentes, no causan sin embargo perjuicios. Los caminos son locales. La correspondencia se recibe por un peaton que tambien está encargado de la de otros pueblos inmediatos, y llega los lúnes y juéves: prod.: trigo, cebada, avena, maiz, trigo, aceite, judias y otras legumbres, patatas, hortalizas, seda, lino y cáñamo, y cria ganado lanar y caza de bastantes liebres, algunos conejos y perdices, y pesca de barbos y anguilas: pobl.: 9 vec., 4 de catastro: 56 alm.: contr.: 1,275 rs. 14 mrs. vn.
(Madoz, 1845, p. 175)

Perteneciente en la actualidad al término municipal oscense de Osso de Cinca, la localidad se encuentra situada en la margen izquierda del río Cinca. En 2021 la entidad singular de población tenía 68 habitantes y el núcleo de población 48 habitantes.